# Чілер Ільхан
Чіле́р Ільха́н (тур. Çiler İlhan; нар. 1972, Денізлі, Туреччина) — турецька письменниця та підприємиця.
Лауреатка Молодіжної премії Яшара Набі Найира 1993 року в номінації «Оповідання, варте уваги». За книгу «Вигнання» (тур. Sürgün) отримала Літературну премію Європейського Союзу 2011 року. Її оповідання та статті увійшли до понад двадцяти національних та міжнародних антологій.

## Життєпис
Народилася в Денізлі, виросла в Ізмірі. У 1990 році закінчила Приватний турецький коледж в Ізмірі. Почала писати у 10 років з віршів. У середній школі писала театральні п'єси, пізніше — щоденники, продовжуючи створювати літературні твори. У 1993 році здобула Молодіжну премію Яшара Набі Найира в номінації «Оповідання, варте уваги».
Здобула вищу освіту на факультеті міжнародних відносин та політичних наук Босфорського університету. За її власними словами, під час навчання в Босфорському університеті почала свідомо писати оповідання. Оскільки її родина вирішила відкрити готель у Памуккале, після університету поїхала до Швейцарії вивчати готельний бізнес. Закінчила Glion Hotel School. Після участі у створенні готелю в Памуккале працювала в Стамбулі у сферах маркетингу, комунікацій та туризму, а також займалася письменницькою та редакторською діяльністю. Її оповідання, прозові твори, рецензії на книги, подорожні нариси та переклади публікувалися в різних журналах.
Перша збірка оповідань «Кімната торговців снами» (тур. Rüya Tacirleri Odası) вийшла у 2006 році. У другій збірці оповідань «Вигнання» (тур. Sürgün), виданій у 2010 році, зібрала оповідання, написані на основі новин із третьої шпальти газет. За цю книгу у 2011 році отримала Літературну премію Європейського Союзу. Твір було перекладено багатьма мовами.
У 2017 році переїхала до міста Гауда в Нідерландах. У 2021 році вийшов її перший роман «Заручини» (тур. Nişan Evi). У романі авторка звернулася до подій, що сталися у 2009 році в Мардіні та відомі як різанина в селі Більге.